# La Fille
La Fille es una localidad de Santa Lucía que forma parte del distrito de Micoud.